# Mare de Déu del Pilar de Vilafranca del Penedès
L'església de la Mare de Déu del Pilar és un temple catòlic de Vilafranca del Penedès (Alt Penedès) protegit com a Bé Cultural d'Interès Local.

## Descripció
Integrada dins el conjunt de la Residència Mare Ràfols, es tracta d'una església inacabada de planta semicircular amb petits cossos laterals, composta de planta baixa singular, coberta amb cúpula central i llanterna i cobertes planes als laterals. La cúpula està suportada per arcs de mig punt sobre columnes. Els cossos laterals tenen planta baixa i pis, amb escala d'accés. En un hi ha la sagristia i a l'altre l'altar del Santíssim.
Les parets són de pedra, paredat comú i totxo. Els forjats són de biga de ferro i revoltó. Les columnes són de marbre i els arcs de formigó. L'escala és de volta a la catalana.
La façana posterior té franges i cantoneres de pedra amb obertures de mig punt, cornisa amb permòdols i coronament amb barana de balustres. La cúpula està revestida amb llosetes de ceràmica vidriada i llanterna.
Als vitralls hi ha representats passatges de la vida de la mare Ràfols.